# Jancigny
 Jancigny  es una población y comuna francesa, en la región de Borgoña, departamento de Côte-d'Or, en el distrito de Dijon y cantón de Mirebeau-sur-Bèze.

## Demografía
| 65 | 77 | 72 | 78 | 87 | 100 |
| Para los censos de 1962 a 1999 la población legal corresponde a la población sin duplicidades (Fuente: INSEE [Consultar]) |    |    |    |    |     |